# The Who Hits 50!
The Who Hits 50! es un álbum recopilatorio de la banda británica de rock The Who, publicado por la compañía discográfica Polydor en Reino Unido y Geffen Records en América del Norte, en octubre de 2014.
Para conmemorar el 50 aniversario del grupo de forma paralela a una gira homónima, recopila la carrera de The Who a través de los principales éxitos del grupo y de canciones menos conocidas, incluyendo la versión de The Rolling Stones «The Last Time» y sencillos como «Dogs» y «Relay». Además, incluye «Be Lucky», una canción nueva que supone el primer material nuevo del grupo desde el lanzamiento del álbum Endless Wire en 2006.

## Lista de canciones
| Disco uno |                                          |                               |                             |          |  |
| N.º       | Título                                   | Escritor(es)                  | Álbum original              | Duración |  |
| 1.        | «Zoot Suit»                              | Peter Meaden                  | Sencillo de 1964            | 1:59     |  |
| 2.        | «I Can't Explain»                        |                               | Sencillo de 1965            | 2:05     |  |
| 3.        | «Anyway, Anyhow, Anywhere»               | Pete Townshend, Roger Daltrey | Sencillo de 1965            | 2:43     |  |
| 4.        | «My Generation»                          |                               | The Who Sings My Generation | 3:18     |  |
| 5.        | «Substitute»                             |                               | Sencillo de 1966            | 3:45     |  |
| 6.        | «The Kids Are Alright» (Versión extensa) |                               |                             | 3:06     |  |
| 7.        | «I'm a Boy»                              |                               | Sencillo de 1966            | 2:38     |  |
| 8.        | «Happy Jack»                             |                               | A Quick One                 | 2:14     |  |
| 9.        | «Boris the Spider» (Nueva remezcla)      | John Entwistle                | A Quick One                 | 2:30     |  |
| 10.       | «Pictures of Lily»                       |                               | Sencillo de 1967            | 2:44     |  |
| 11.       | «The Last Time»                          | Mick Jagger, Keith Richards   | Sencillo de 1967            | 2:59     |  |
| 12.       | «I Can See for Miles»                    |                               | The Who Sell Out            | 4:08     |  |
| 13.       | «Call Me Lightning»                      |                               | Sencillo de 1968            | 2:19     |  |
| 14.       | «Dogs»                                   |                               | Sencillo de 1968            | 3:01     |  |
| 15.       | «Magic Bus» (Versión monoaural)          |                               | Magic Bus                   | 4:36     |  |
| 16.       | «Pinball Wizard»                         |                               | Tommy                       | 3:00     |  |
| 17.       | «I'm Free»                               |                               | Tommy                       | 2:41     |  |
| 18.       | «The Seeker»                             |                               | Sencillo de 1970            | 3:10     |  |
| 19.       | «Summertime Blues»                       | Eddie Cochran, Jerry Capehart | Live at Leeds               | 3:22     |  |
| 20.       | «See Me, Feel Me»                        |                               | Tommy                       | 3:30     |  |
| 21.       | «Won't Get Fooled Again»                 |                               | Who's Next                  | 3:38     |  |
| 22.       | «Let's See Action»                       |                               | Sencillo de 1971            | 3:57     |  |
| 23.       | «Bargain»                                |                               | Who's Next                  | 5:33     |  |
| 24.       | «Behind Blue Eyes»                       |                               | Who's Next                  | 3:42     |  |

| Disco 2 |                         |                                                                  |                         |          |  |
| N.º     | Título                  | Escritor(es)                                                     | Álbum original          | Duración |  |
| 25.     | «Baba O'Riley»          |                                                                  | Who's Next              | 5:08     |  |
| 26.     | «Join Together»         |                                                                  | Sencillo de 1972        | 4:22     |  |
| 27.     | «Relay»                 |                                                                  | Sencillo de 1972        | 3:52     |  |
| 28.     | «5:15»                  |                                                                  | Quadrophenia            | 4:48     |  |
| 29.     | «Love, Reign o'er Me»   |                                                                  | Quadrophenia            | 5:56     |  |
| 30.     | «Postcard»              | John Entwistle                                                   | Odds & Sods             | 3:27     |  |
| 31.     | «Squeeze Box»           |                                                                  | The Who by Numbers      | 2:40     |  |
| 32.     | «Slip Kid»              |                                                                  | The Who by Numbers      | 4:36     |  |
| 33.     | «Who Are You»           |                                                                  | Who Are You             | 5:14     |  |
| 34.     | «Trick of the Light»    | John Entwistle                                                   | Who Are You             | 4:27     |  |
| 35.     | «You Better You Bet»    |                                                                  | Face Dances             | 5:37     |  |
| 36.     | «Don't Let Go the Coat» |                                                                  | Face Dances             | 3:44     |  |
| 37.     | «Athena»                |                                                                  | It's Hard               | 3:46     |  |
| 38.     | «Eminence Front»        |                                                                  | It's Hard               | 5:39     |  |
| 39.     | «It's Hard»             |                                                                  | It's Hard               | 3:47     |  |
| 40.     | «Real Good Looking Boy» | Pete Townshend, Hugo Peretti, Luigi Creatore, George David Weiss | Then and Now! 1964-2004 | 3:55     |  |
| 41.     | «It's Not Enough»       | Pete Townshend, Rachel Fuller                                    | Endless Wire            | 4:03     |  |
| 42.     | «Be Lucky»              |                                                                  |                         | 3:19     |  |

## Personal
The Who
- Roger Daltrey: voz
- John Entwistle: bajo, coros
- Kenney Jones: batería y percusión (temas 35-39)
- Keith Moon: batería y percusión (temas 2-34)
- Pete Townshend: guitarra, coros y voz